# Macaranga fulva
Macaranga fulva är en törelväxtart som beskrevs av Airy Shaw. Macaranga fulva ingår i släktet Macaranga och familjen törelväxter. Inga underarter finns listade i Catalogue of Life.